# کاپیتول ایالت آلاباما

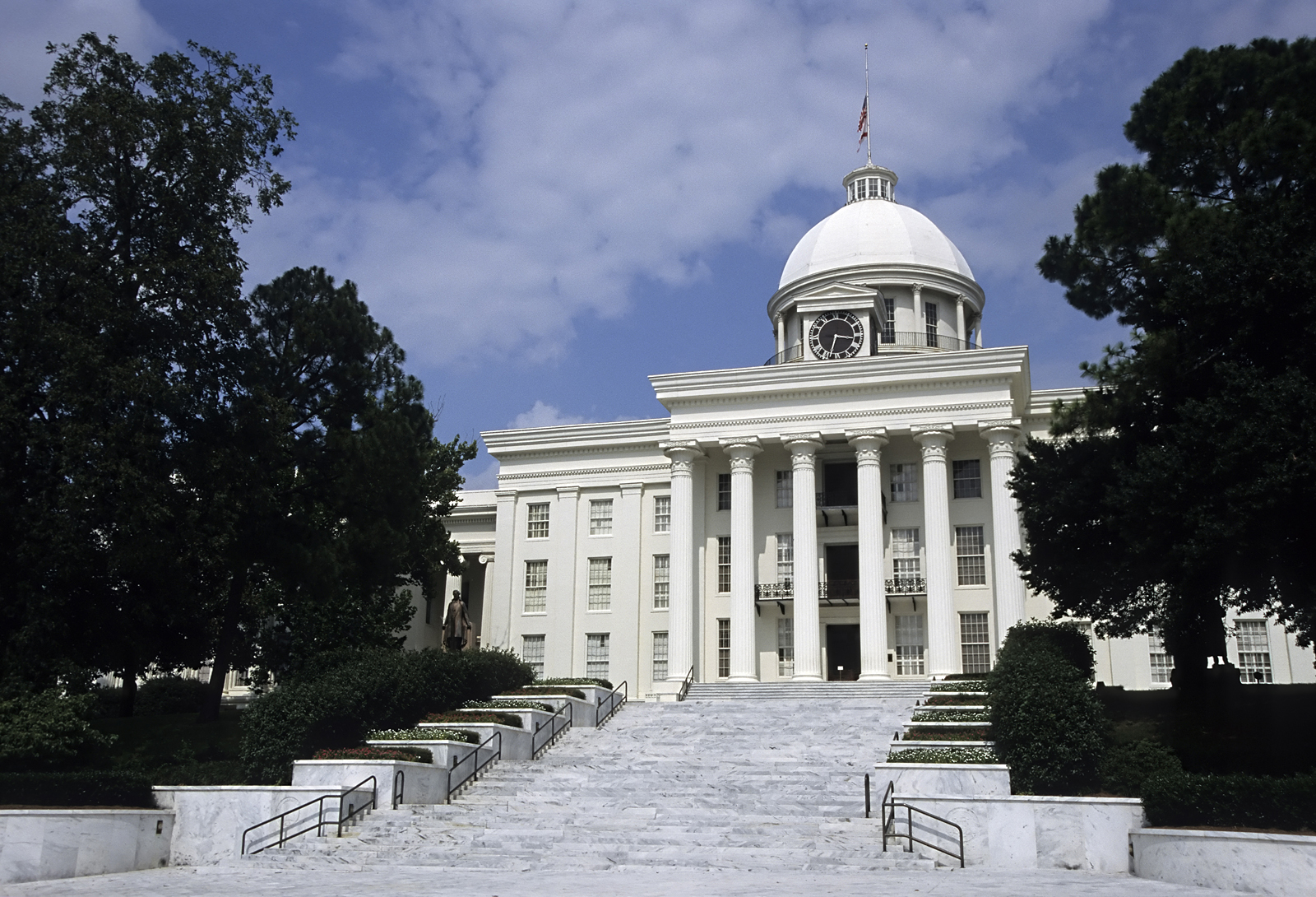

کاپیتول ایالت آلاباما (Alabama State Capitol) بنایی است که شاخه اجرایی دولت ایالت آلاباما در آن قرار دارد.
بنای کنونی در سال ۱۸۵۰ با معماری Barachias Holt ساخته گردید و در شهر مونتگمری قرار دارد.
این بنا خانه سابق مجلس نمایندگان و سنای ایالت است و دفاتر بخش اجرایی دولت ایالتی نیز در آن قرار دارد.

## نگارخانه

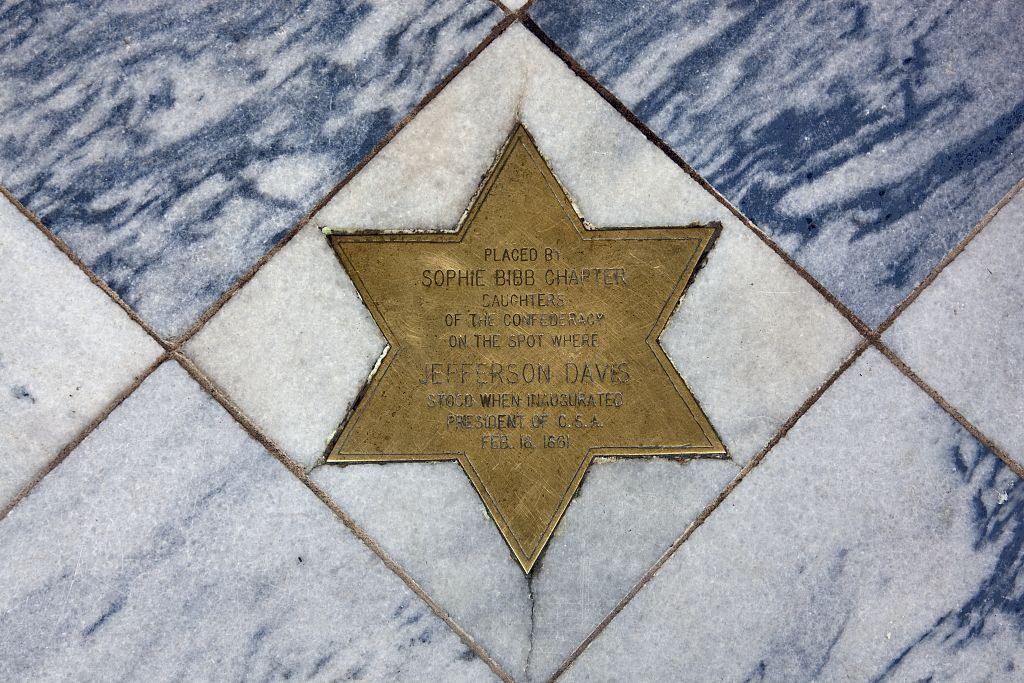
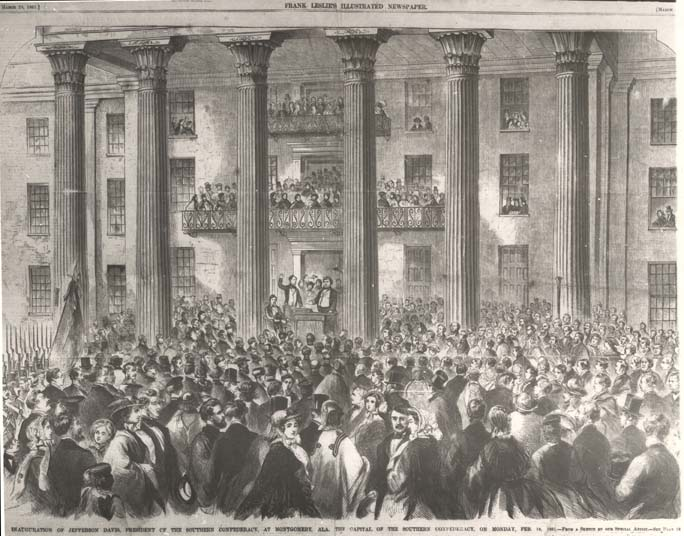